# Pelophryne lighti
Pelophryne lighti är en groddjursart som först beskrevs av Taylor 1920.  Pelophryne lighti ingår i släktet Pelophryne och familjen paddor. IUCN kategoriserar arten globalt som sårbar. Inga underarter finns listade i Catalogue of Life.